# Dolgaïa doroga v diounakh
Dolgaïa doroga v diounakh (en russe : Долгая дорога в дюнах, letton : Ilgais ceļš kāpās) est une série télévisée soviétique, produite par le Riga Film Studio en 1982 et réalisée par Aloizs Brenčs. La série a été diffusée à la télévision soviétique pour la première fois le 2 juin 1982. 

## Fiche technique
- Titre original : Долгая дорога в дюнах, Ilgais ceļš kāpās
- Réalisation : Aloizs Brenčs
- Scénario : Dmitri Vassiliou, Oleg Roudnev
- Musique : Raimonds Pauls
- Pays d'origine : URSS
- Format : Couleurs - 35 mm - Mono
- Genre : drame
- Durée : 7 épisode
- Date de sortie : 1982

## Distribution (dans l’ordre du générique)
- Lilita Ozoliņa : Marta Ozola
- Juozas Kisielius : Artūrs Banga
- Romualdas Ramanauskas : Rihards Lozbergs
- Eduards Pāvuls : Jēkabs Ozols
- Alfrēds Videnieks
- Kārlis Trencis : Kalniņš
- Ārijs Geikins : Āboltiņš
- Lidija Freimane
- Aare Laanemets : Laimonis Kalniņš
- Indra Burkovska : Biruta
- Dzidra Ritenberga : Erna
- Harijs Liepiņš : Lawyer Osvalds Kreizis
- Evgueni Jarikov : Otto Grīnbergs/Alexandre Efimov
- Merle Talvik : Ilga
- Ivan Ryjov : Mitiaï Akimytch
- Lioubov Sokolova : Anissia
- Pauls Butkēvičs : Heinrihs Strautnieks
- Velta Līne : Maiga
- Arnis Līcītis : Lorans